# Willem Klein
Willem Klein (Amsterdam, 4 december 1912 – Amsterdam, 1 augustus 1986) was een rekenwonder met de artiestennaam Willy Wortel. Soms gebruikte hij ook de namen Pascal of Moos Optel. Hij kreeg verschillende vermeldingen in het Guinness Book of Records.
In de periode 1952-1954 was hij wetenschappelijk rekenaar bij het Mathematisch Centrum. Vanaf 1958 was hij een paar jaar wetenschappelijk rekenaar bij het CERN.

## Levensloop
Kleins fascinatie voor getallen en rekenen begon al vroeg; op de lagere school kende hij alle vermenigvuldigingen van getallen van twee cijfers uit zijn hoofd, evenals de kwadraten van alle getallen onder de duizend. Toen hij tien jaar oud was, kon hij getallen van vier cijfers uit zijn hoofd in factoren ontleden.
Nadat hij het diploma gymnasium in 1932 had gehaald, was hij het liefst meteen het artiestenvak in gegaan met zijn vaardigheden, maar zijn vader wilde dat hij een "echt" beroep koos. Hij schreef zich daarom in aan de Universiteit van Amsterdam voor de studie geneeskunde. In de Tweede Wereldoorlog moest het joodse gezin onderduiken. Zijn tweelingbroer Leo werd tijdens een razzia opgepakt en kwam later om in concentratiekamp Sobibor. Na de oorlog maakte Klein zijn studie niet af maar ging doen wat hij altijd al had gewild: de planken op met zijn vaardigheden.
Naast zijn variétéacts had hij ook "reguliere" beroepen. Zo was hij enige tijd werkzaam bij het Mathematisch Centrum in Amsterdam; later werd hij wetenschappelijk rekenaar bij het CERN in Genève. In 1954 trad hij op op het International Congress of Mathematicians in Amsterdam.
Kleins kunsten bestonden uit het uit zijn hoofd vermenigvuldigen en machtsverheffen van grote getallen, het ontbinden van zeer grote getallen in factoren, en vooral het worteltrekken (vandaar ook zijn artiestennaam Willy Wortel). Zo kon hij binnen 1 minuut uit zijn hoofd de wortel trekken uit een getal van 216 cijfers.
In de laatste jaren van zijn leven was Klein goed bevriend met de Belgische krachtpatser John Massis, met wie hij geregeld samen optrad. Massis dicteerde hierbij een hele reeks getallen die Klein vervolgens foutloos herhaalde.
Op 1 augustus 1986 werd Willem Klein dood in zijn woning in Amsterdam aangetroffen. Hij was door messteken om het leven gebracht. De moord is nooit opgelost. Verdachten werden gezocht in het homoseksuele circuit, waar Klein geregeld betaalde voor contacten met jongemannen, maar een dader werd niet gevonden.